# Iso Koivujärvi
Iso Koivujärvi är en sjö i kommunen Puolango i landskapet Kajanaland i Finland. Arean är 37 hektar och strandlinjen är 3,16 kilometer lång. Sjön  ingår i Uleälvens huvudavrinningsområde.   Den ligger omkring 44 kilometer norr om Kajana och omkring 510 kilometer norr om Helsingfors. 